# Konferensen mellan de parlamentariska organen för EU-frågor vid Europeiska unionens parlament
Konferensen mellan de parlamentariska organen för EU-frågor vid Europeiska unionens parlament (franska: Conférence des organes spécialisés dans les affaires communautaires et européennes des parlements de l'Union européenne, Cosac) är ett interparlamentariskt samarbete mellan Europaparlamentet och de nationella parlamenten inom Europeiska unionen. Inom ramen för samarbetet hålls sammanträden två gånger om året där sex företrädare för Europaparlamentet samt sex företrädare för varje nationellt parlaments organ för EU-frågor deltar. Till exempel deltar ledamöter från EU-nämnden i Sveriges riksdag och stora utskottet i Finlands riksdag.
Syftet med konferensen är att främja utbytet av information; konferensen fattar inga egna beslut och saknar lagstiftande funktion. Bland annat informerar Europaparlamentet de nationella parlamenten om sin verksamhet. Konferensen kan lämna synpunkter på olika frågor som rör unionens politik, men dessa är inte bindande för varken Europaparlamentet eller de nationella parlamenten.

## Historia
Konferensen bildades 1989 på initiativ av den franska nationalförsamlingens dåvarande talman Laurent Fabius, som vid tidpunkten även var ledamot av Europaparlamentet. Sedan dess har konferensen sammanträtt en gång i halvåret. Den sammankallas av det nationella parlamentet i ordförandelandet i Europeiska unionens råd.